# 501-й отдельный батальон морской пехоты (Украина)
501-й отдельный батальон морской пехоты (501 ОБМП, в/ч А1965 (А0669), укр. 501-й окремий батальйон морської піхоти) — батальон, входящий в 36-ю отдельную бригаду морской пехоты. Участвовал в боевых действиях на Украине, в том числе в боях за Широкино в 2015 году и боях за Мариуполь в 2022 году. Дислоцировался в Бердянске.

## История
Согласно Указу Президента Украины от 17 декабря 1999 года, распоряжением начальника Генерального штаба Вооруженных сил Украины от 21 декабря 1999 года № 115/1/0500, приказом командующего 32-го армейского корпуса № 07 от 27 марта 2000 года, 10-я бригада гвардии Украины была включена в состав 32-го армейского корпуса Южного оперативного командования Сухопутных войск.

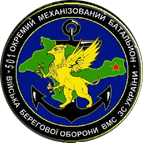
Нарукавная нашивка 501-го отдельного механизированного батальйона войск береговой обороны Украины

На основании Директивы Министра обороны Украины Александра Кузьмука и командующего войсками Южного оперативного командования Александра Затынайко от 2000 года 10-я бригада переформирована в 501-й отдельный механизированный полк (военная часть А0669). На его вооружении находились бронетранспортеры МТ-ЛБ.
В октябре 2003 года 501-й отдельный механизированный полк перешел на штат отдельного механизированного батальона на БТРах без изменения условного наименования и вошел в состав отдельной механизированной бригады войск береговой обороны ВМС Украины.
В марте 2008 года военная часть А0669 была выведена из штата бригады береговой обороны и передана непосредственно в прямое подчинение Центра войск береговой обороны – заместителю командующего Военно-морскими силами по береговой обороне.
В 2013 году в рамках общегосударственного реформирования Вооруженных сил было принято решение о формировании на базе 501-го отдельного механизированного батальона войск береговой обороны батальона морской пехоты с дислокацией в городе Керчь. Планировалось, что в составе батальона будет разведывательный взвод, а роты будут развернуты до 94 человек. Также планировалось расформировать снайперскую роту, которая была в механизированном батальоне, а ее личный состав должен был доукомплектовать другие подразделения части. По техническому оснащению планировалось, что из БТР-70 батальон переукомплектуют на БТР-80, а одну роту планировали укомплектовать современными украинскими БТР-4. По плану батальон морской пехоты на основе 501-го батальона должен быть сформирован 31 декабря 2013, но переформатирование произошло несколько раньше.
26 декабря 2013 на центральной набережной Керчи военнослужащие 501-го отдельного механизированного батальона войск береговой обороны ВМС ВС Украины принесли клятву морского пехотинца. В связи с реформированием бывший отдельный механизированный батальон береговой обороны получил не только новые штаты, но и новое название - 501-й отдельный батальон морской пехоты ВМС Украины.

### Аннексия Крыма
В ночь на 27 февраля 2014 началась силы специальных операций России начали захват Крыма. А уже 2 марта русские войска заблокировали воинскую часть керченских морских пехотинцев.
6 марта военнослужащие провели на территории части концерт под открытым небом для поднятия боевого духа.
14 марта керченские морпехи сыграли футбольный матч с командой российских военнослужащих, победив 4:0. 20 марта на территории воинской части 501-го отдельного батальона морской пехоты ВМС Украины был поднят российский флаг.
После аннексии Крыма Россией только 58 военнослужащих батальона из 308 решили продолжить службу в вооруженных силах Украины. Впоследствии к ним присоединились еще 6 военнослужащих. Большинство военнослужащих вместе с командиром подполковником Александром Саенко изменило присяге Украины, приобрело российское гражданство, приняло присягу РФ и пополнило ряды ВМФ Российской Федерации.
После чего часть с сохранением собственного номера продолжала службу в морской пехоте Российской Федерации.
26 августа Министерство обороны Российской Федерации вместо воинской части А0669 сформировало 3-й путевой железнодорожный батальон, куда набирают военнослужащих по контракту и отправляют служить военных из России. Бывших украинских морских пехотинцев перевели в разные регионы России.

### Преобразование остатков 501-го батальона
Впоследствии из остатков 1-го и 501-го батальонов морской пехоты и пополнения из контрактников в ВМС Украины была создана 1-я бригада морской пехоты имени Константина Ольшанского.
В 2015 году путем переформирования 36-й отдельной бригады береговой обороны была сформирована 36-я отдельная бригада морской пехоты и 501-й отдельный батальон вошел в ее состав.
В 2016 году батальон был передислоцирован в Бердянск.
За время своего существования личный состав батальона принял участие в таких широкомасштабных учениях: «Чистое небо» (2006 год), «Артерия» (2007 год), «Морской узел» (2008 год), «Адекватное реагирование» (2011 год), « Перспектива» (2012).

## Участие в войне на Донбассе
С конца июля 2015 батальон выполнял боевое задание в составе оперативно-тактического группирования «Мариуполь» по обороне рубежей в районе поселков Широкино и Лебединский. За время участия в войне на Донбассе потери батальона составили 9 военнослужащих.

## Вторжение России на Украину
В марте-апреле 2022 года батальон принимал участие в обороне Мариуполя.  В начале апреля 2022 года около 270 бойцов батальона оставили свои позиции,  вооружение и сдались в плен.
С 18 августа 2024 года принимает участие в наступлении ВСУ в Курской области.

## Вооружение
- МТ-ЛБ — основной бронетранспортер подразделения в 2000 году
- БТР-70 — основной бронетранспортер подразделения в 2013 году

## Командиры
- полковник Воронченко, Игорь Александрович (2000—2003 гг.)
- подполковник Деркач, Александр Михайлович (2003—2005 гг.)
- подполковник Стешенко, Сергей Николаевич (2005—2006 гг.)
- подполковник Стороженко, Сергей Иванович (2006—2008 гг.)
- подполковник Никонов, Михаил Александрович (2008—2010 гг.)
- подполковник Саенко, Александр Александрович[укр.] (2010—2014 гг.)
- подполковник Баранченко, Сергей Юрьевич[укр.] (2015—2017 гг.)
- полковник Пыльник, Виктор Николаевич (2017—2018 гг.)
- майор Липко, Андрей Анатольевич (2018—2019 гг.)

## Потери
- старший матрос Барасюк Андрей Васильевич, 25 августа 2015 года, Сопине
- матрос Усатенко Иван Викторович, 25 января 2016, Виноградное, Мариупольский городской совет[17]
- старший сержант Кошлатый Григорий Григорьевич, погиб 25 февраля 2016
- старший прапорщик Яхновский Александр Викторович, 18 июля 2016 года, умер от сердечного приступа.
- старший матрос Буренко Дмитрий Сергеевич, 27 октября 2016 года, Павлополь.
- старший матрос Бойко Александр Борисович, 9 ноября 2016 года, Павлополь.
- старший матрос Дзиза Виталий Алексеевич, 10 марта 2017 года, Гнутово.
- сержант Галайчук Леонид Леонидович, 17 марта 2017 г., Водяное, Волновахский район
- матрос Кондратюк Алексей Владимирович, 17 марта 2017 года, Водяное, Волновахский район
- младший сержант Помазан Юрий Васильевич, 27 июня 2017 года[18].